# 人工智能辅助下的逆向工程
人工智能辅助下的逆向工程(AIARE) 是计算机科学中的一个领域，它运用人工智能 (AI)技术 ，特别是机器学习 (ML)策略，以提升和自动化逆向工程过程。逆向工程是指是指对产品、系统或流程进行分析和解构，以便理解其结构、设计和功能。 人工智能辅助下的逆向工程这一概念最早于 21 世纪初提出，自从2010年代中期开始迎来了显著的发展。

## 概述
传统情况下，逆向工程是由专家拆解系统以掌握其工作原理，通常是为了复制、修改、提高兼容性或取证检查。这种方法虽然高效，在处理复杂的软硬件系统时，这种方法可能会繁琐耗时。
人工智能辅助下的逆向工程 整合了机器学习算法，以部分自动执行或提高此过程的效率。它能够检测所分析系统中的模式、关系、结构和潜在漏洞，通常在速度和准确性方面超越人类专家。这使得 AIARE 成为网络安全、软件开发以及硬件设计和分析等众多领域的重要工具。 

## 涵盖技术
人工智能辅助下的逆向工程涵盖多种人工智能方法：

### 监督学习法
监督学习法利用已标记数据来训练模型，使其能够识别系统组件、它们的功能操作以及彼此之间的关联。在软件分析中，这种方法有助于发现漏洞或提高兼容性。 

### 无监督学习法
无监督学习法用于检测未标记数据中隐藏的模式和结构。事实证明，它有助于理解没有明显组件标记或映射的复杂系统。

### 强化学习法
强化学习法被用于构建模型，通过反复试验的过程逐渐完善对系统的理解。这种方法通常在解读系统在不同情况或配置下的功能时使用。

### 深度学习法
深度学习法被用于分析高维数据。例如，深度学习法可以帮助检查集成电路（IC）的布局和连接，从而大幅减少逆向工程所需的手动工作。